# Eduard Hügel
Eduard Maria Hügel (* 29. Juli 1816 in Győr; † 13. Dezember 1887 in Wien) war ein österreichischer Buchhändler, Verleger und Journalist, sowie der Vater des späteren Europa- und Weltmeisters im Eiskunstlauf, Gustav Hügel. Als Kommunalpolitiker war er zudem einige Zeit im Wiener Gemeinderat vertreten (1867–1877).

## Leben und Wirken
Eduard Hügel wurde am 29. Juli 1816 in der Stadt Győr als Sohn eines Buchdruckers geboren. Nach verschiedenen Angaben kam er entweder als Achtjähriger oder als 14-Jähriger nach Wien. Hier trat er auf Bestimmung seines Vaters in weiterer Folge als Lehrling in die als vornehm geltende Buchhandlung Wallishausser ein. In den folgenden Jahren reiste er durchs ganze Reich und lebte dabei auch einige Jahre in Leipzig. In den 1840er Jahren kehrte er wieder nach Wien zurück, wo er sich als Buchhändler und Verleger niederließ. Die Buchhandlung Jasper, Hügel & Manz, bei der er einer von drei Gesellschaftern war, wurde im Jahre 1842 in der Wiener Herrengasse gegründet und ging in späteren Jahren in den Verlag Huber & Lahme auf.
Die Buchhandlung erlangte besonders bei Literaten und Literaturfreunden großer Beliebtheit. Vor allem die ungarische Bevölkerung Wiens zählte zur Kundschaft der Buchhandlung, da diese die einzige war, die auch den ungarischen Literaturmarkt berücksichtigte. Vor allem die Männer der 1848er-Bewegung in Österreich-Ungarn verkehrten viel in diesem Buchladen. Hügel, der über ein feuriges Naturell verfügte, wurde in dieser Zeit in die allgemeine Bewegung mit hineingezogen. Freisinnig und volkstümlich soll er viel zur Verbreitung liberaler Ideen beigetragen haben. Mit dem Schriftsteller Julius Seydlitz (auch Julius Seidlitz geschrieben; 1815–1857), der ein Kunde der Buchhandlung war, besprach Hügel oftmals die Chancen, welche die Gründung eines Volksblattes in Wien hätte. Nachdem diverse Schwierigkeiten überwunden worden waren, erschien am 1. April 1855 die erste Ausgabe der Wiener Stadt- und Vorstadt-Zeitung, deren Chefredakteur und Herausgeber Eduard Hügel war.
In all den Jahren war Johann Huber († 1901) ein treuer Weggefährte an der Seite Hügels; Huber hatte 1851 als Praktikant bei Hügel angefangen und war bis 1869 als Gehilfe tätig. Als Hügel Alleineigentümer der Buchhandlung wurde, war er von 1869 bis 1877 dessen 1. Gehilfe. Huber war es auch, der – zusammen mit Alfred Josef Lahme – im September 1877 die Geschäfte von Hügel als einer von zwei Gesellschaftern übernahm und die Buchhandlung bzw. den Verlag in Huber & Lahme umbenannte. Das Vorgängerunternehmen war zu diesem Zeitpunkt in die Insolvenz gerutscht, aus der es das Duo Huber & Lahme wieder herausführte. Huber war daraufhin bis zu seinem Ausscheiden im Jahre 1895 Gesellschafter.
1863 wurde die Wiener Stadt- und Vorstadt-Zeitung in Konstitutionelle Vorstadt-Zeitung umbenannt. Vier Jahre später schaffte Hügel den Einzug in den Wiener Gemeinderat, in dem er in weiterer Folge bis 1877 vertreten war und darin freisinnig-liberale Ansichten vertrat. Am 1. Jänner 1871 wurde der 54-Jährige Vater von Gustav, der sich als Mitglied des Wiener Eislauf-Vereins einen Namen machte und im Laufe seiner Karriere einmaliger Europameister, dreimaliger Weltmeister, sowie viermaliger Vizeeuropa- und zweimaliger Vizeweltmeister wurde. Eduard Hügel gilt – wie auch Fedor Mamroth – als Förderer des Schriftstellers und Journalisten Hans Bergler, der unter anderem unter dem Pseudonym Ottokar Tann-Bergler veröffentlichte. Durch die Unterstützung der beiden erhielt Bergler nach absolviertem Studium nacheinander Anstellungen bei mehreren österreichischen Zeitungen.
Ab dem Eintritt in das 70. Lebensjahr baute der bis dahin als gesund beschriebene Hügel merklich ab. Von zahlreichen Herzkrämpfen und Beklemmungen gezeichnet, starb der seit Wochen bettlägerige Hügel am 13. Dezember 1887 um etwa 21:45 Uhr im Beisein seiner Familie zuhause in Wien. Das Begräbnis fand am 15. Dezember 1887 unter der Teilnahme zahlreicher Schriftsteller und Journalisten statt. Er wurde am Wiener Zentralfriedhof bestattet. Bis zu seinem Tod saß Hügel in der Verwaltung der Steyrermühl-Papierfabriks- und Verlagsgesellschaft.